# RS-68
L'Aerojet Rocketdyne RS-68 (Rocket System-68) è un motore a razzo a idrogeno ed ossigeno liquidi, con ciclo a generatore di gas. È il più grande motore a razzo a idrogeno mai costruito.
Il suo sviluppo iniziò negli anni novanta con l'obiettivo di creare un motore semplice, potente e poco costoso per il veicolo di lancio Delta IV. Vennero prodotte due versioni: il RS-68 e la variante RS-68A. Venne pianificata anche una terza versione, RS-68B, da impiegare nel veicolo Ares V, che successivamente venne cancellato.

## Disegno e sviluppo
Uno degli obiettivi primari del programma RS-68 era produrre un semplice motore dal costo effettivo ad ogni lancio. Per raggiungere questo obiettivo, questo motore ha il 20% delle parti del Space Shuttle Main Engine (SSME, RS-25). Per aumentare la spinta e diminuire il numero di componenti, tuttavia, venne abbassato il suo impulso specifico del 10% rispetto al RS-25. Il principale beneficio del RS-68 è il suo costo di costruzione ridotto. È più grande e più potente rispetto al SSME ed è stato progettato per un veicolo di lancio non riutilizzabile.
Il motore impiega un ciclo a generatore di gas con due turbopompe indipendenti. La camera di combustione presenta un disegno a canalizzazione per diminuire i costi. Quest'ultimo, inizialmente sviluppato in Unione Sovietica, presenta strati interni ed esterni separati in mezzo, formando canali di raffreddamento. Anche se più pesante, questa soluzione è molto più semplice ed economica rispetto al disegno a tubi nella camera di combustione usato in altri motori. L'ugello inferiore ha un ratio di espansione di 21,5 ed è coperto da un materiale ablativo. La copertura dell'ugello brucia con l'operazione del motore, dissipando il calore. Questa stratificazione ablativa è più pesante di quella degli ugelli a tubi ma è più facile ed economica da realizzare. La presenza di carbonio nello scarico può essere associata al suo caratteristico colore giallo, diverso da quello semi-trasparente del SSME (RS-25), puramente costituito da idrogeno. La camera di combustione brucia idrogeno e ossigeno liquidi a 10,25 MPa al 102% della potenza con un ratio della mistura di 1:6.
Il RS-68 è stato sviluppato da Rocketdyne Propulsion and Power, con sede in Canoga Park, Los Angeles, California, dove viene costruito anche il SSME. È stato progettato per alimentare l'EELV Delta IV. I primi motori di sviluppo vennero assemblati al vicino Santa Susana Field Laboratory (dove vennero sviluppati e testati i motori F-1 del Saturn V per le missioni Apollo verso la Luna). Il RS-68 conseguì i primi test nell'Air Force Research Lab, poi alla Edwards AFB e infine allo Stennis Space Center della NASA. La prima accensione di test con successo all'AFRL venne completata l'11 settembre 1998. Il RS-68 venne certificato per l'impiego sul Delta IV nel dicembre 2001. Il primo lancio con successo avvenne il 20 novembre 2002.
Il RS-68 è parte del Common Booster Core (CBC) usato nelle 5 varianti della famiglia di veicoli di lancio Delta IV, con un massimo di 3 CBC, componendo l'Heavy.
Al 102%, il motore produce 3370 kN nel vuoto e 2950 kN al livello del mare. Il motore pesa 6,6 tonnellate ed è alto 2,4 m. Con questa spinta, esso ha un ratio spinta-altezza di 51,2, e un impulso specifico di 410 s nel vuoto e 365 s al livello del mare. Il RS-68 ha giunti cardanici idraulici e una capacità di variazione di spinta tra il 58% e il 101%.
Il RS-68A è una versione aggiornata del motore, con modifiche che provvedono a un maggior impulso specifico e spinta fino a 3,1 MN al livello del mare. Il primo lancio impiegò 3 RS-68A montati su un Delta IV Heavy, ed avvenne il 29 giugno 2012 dalla Cape Canaveral Air Force Station.

### Probabili utilizzi futuri
Nel 2006, la NASA annunciò che 5 motori sarebbero stati usati al posto degli SSME nell'Ares V (CaLV). Questa scelse il RS-68 per il suo basso prezzo, circa 20 milioni di dollari per motore, dopo gli aggiornamenti richiesti. Le modifiche al motore includevano un differente ugello ablativo per permettere una combustione agevolata, una sequenza di avvio più rapida, cambiamenti hardware per ridurre la fuga di idrogeno all'accensione e cambiamenti per ridurre l'uso di elio durante il conto alla rovescia e il volo. L'incremento di spinta e impulso specifico sarebbe avvenuto sotto un differente programma di aggiornamenti per il Delta IV. Successivamente l'Ares V venne modificato per usare 6 RS-68, designati RS-68B, ma il razzo venne cancellato assieme al Programma Constellation e il nuovo veicolo di lancio pesante della NASA, lo Space Launch System, avrebbe usato una nuova versione del RS-25, precedentemente usato sullo Space Shuttle.
L'alternativa DIRECT includeva 2 o 3 RS-68 nella versione 2.0, che vennero sostituiti dal SSME nella 3.0.

### Voli umani
Sarebbero necessari più di 200 cambiamenti nel RS-68 per raggiungere gli standard di impiego umano, tra cui controllo dello stato di salute, la rimozione degli ambienti ricchi di propellente al liftoff e miglioramenti nella robustezza dei sottosistemi.

## Varianti
- Il RS-68, nella sua versione originale, produce 2950 kN di spinta al livello del mare. Il suo ultimo volo avvenne il 25 marzo 2015.[21]
- Il RS-68A è una versione migliorata del motore. Produce 3140 kN di spinta al livello del mare e 3560 kN nel vuoto[22]. Il suo impulso specifico nel vuoto è di 414 secondi (4,06 km/s). I test di certificazione vennero completati nel novembre 2010[23]. Il primo volo avvenne su un Delta IV Heavy, nel lancio del NROL-15, il 29 giugno 2012.[24]
- Il RS-68B era un aggiornamento proposto per l'impiego sul veicolo di lancio Ares V per il Programma Constellation della NASA.[25] L'Ares V avrebbe dovuto usare 6 motori RS-68B su uno stadio principale di 10 m di diametro, assieme a 2 Solid Rocket Boosters a 5,5 segmenti.[25] Successivamente venne scoperto che l'ugello ablativo del RS-68 era poco adatto a ambienti multi-motore, causando l'abbassamento dell'efficienza e il surriscaldamento della base del veicolo.[6]